# توماس ماكدونل
توماس هنتر كامبل ماكدونل (بالإنجليزية: Thomas Hunter Campbell McDonell) مواليد (2 مايو، 1986) مُمثل وموسيقي أمريكي. اشتهر بأدائه شخصية فين كولينز في مسلسل المئة على قناة "CW"، وسكوت ستراس في مسلسل سوبورغاتوري.

## نشأته
ولد ماكدونل في مدينة مانهاتن، نيويورك، والدته جوني كاتبة، ووالده تيري ماكدونل محرر في مجلة سبورت اليسترايتد، وأخاه نيك ماكدونيل كاتب أيضاً.

## أبرز أعماله

### أعمال سينمائية
- 2008: المملكة المحرمة
- 2010: اثنا عشر
- 2014: الحياة بعد بيث

### أعمال تلفزيونية
- 2013-2012: سوبورغاتوري
- 2014-2015: المئة

## وصلات خارجية
- توماس ماكدونل على موقع IMDb (الإنجليزية)
- توماس ماكدونل على موقع ألو سيني (الفرنسية)
- توماس ماكدونل على موقع أول موفي (الإنجليزية)
- توماس ماكدونل على موقع قاعدة بيانات الأفلام السويدية (السويدية)
- توماس ماكدونل على موقع قاعدة بيانات الفيلم (الإنجليزية)
- توماس ماكدونل على موقع كينوبويسك (الروسية)